# Redcraving
Redcraving war eine Post-Hardcore-Band aus Berlin, die 2004 aus einer Schülerband hervorging und seit 2008 bei dem deutschen Label Midsummer Records unter Vertrag stand. Stilistisch mischt die Band Elemente des Hardcore, Metal und des Southern Rock.

## Geschichte
Zu Beginn spielte Redcraving, die unter dem Namen Katharsis (Gründungsmitglieder: Manuel Kohlert, Alexander Kraatz und später Marius Funk) gegründet wurde, Emocore. Ihre EP Lethargic, Way Too Late erschien unter Midsummer Records/Cargo Records und erhielt Reviews bei Visions, Vampster, dem SLAM alternative music magazine, Fuze Magazine sowie auf Powermetal.de.
Die Gruppe gibt bereits Konzerte auf nationaler Ebene. Sie war unter anderem mit den amerikanischen Bands Dance Gavin Dance und Salt the Wound zu sehen.
2012 erschien ihr Debütalbum Mirroring auf Midsummer Records, das auch auf der Website der Band heruntergeladen werden kann.

## Diskografie
- 2007: Sure I Could Have Stayed in the Past. Could Have Even Been King. But in My Own Way, I Am King. Hail to the King, Baby! (EP, Eigenveröffentlichung)
- 2009: Lethargic, Way Too Late (EP, Midsummer Records, Cargo Records, Glasstone Records)
- 2012: Mirroring (Album, Midsummer Records)